# 克丽丝蒂娜·H·阿蒙
克丽丝蒂娜·H·阿蒙（？—），CM，机械工程师和学术管理者，曾任多伦多大学应用科学与工程学院第13任院长，同时也是是该学院的第一位女院长。在2006年到多伦多大学任职之前，任卡内基·梅隆大学雷蒙德·J·莱恩特聘教授兼复杂工程系统研究所所长。

## 生平

### 教育经历
1981年，阿蒙毕业于委内瑞拉西蒙·玻利瓦尔大学，获得机械工程文凭。之后，她在麻省理工学院攻读研究生课程，于1985年获得理学硕士学位，并于1988年获得理学博士学位。

### 职业生涯
阿蒙于1988年成为卡内基梅隆大学机械工程系助理教授，1993年晋升为副教授，1997年晋升为教授。1998年，她被任命为复杂工程系统研究所副所长，并于1999年成为该研究所所长。2001年，她被评为雷蒙德·J·莱恩机械工程杰出教授。
她于2006年开始担任多伦多大学应用科学与工程学院院长。同时，她还被任命为机械与工业工程系生物工程校友讲座教授，其也是该学院的第一位女院长。
2016年，在阿蒙的领导下，多伦多大学应用科学与工程学院工程系一年级女性入学率达到创纪录的40.1%。2017年，阿蒙在“2017年科学与工程界女性全国大会”（英語：Women in Science and Engineering 2017 National Conference）做开幕演讲。
阿蒙还为工程创新与创业中心（CEIE）的诞生发挥了重要作用。该建筑将成为学院未来的协作学习和跨学科研究中心，于2015年开工。

## 学术研究
阿蒙是计算流体力学（CFD）发展的先驱，该技术可为具有多学科竞争限制的系统提供热设计解决方案。她还在可穿戴设备和电动汽车的并行热设计、电子冷却以及瞬态热管理等方面做出了贡献。
阿蒙在多伦多大学领导先进热流体优化、建模与仿真（ATOMS）实验室，负责半导体、能源系统和生物工程设备中纳米级热传输现象的研究。阿蒙的学术贡献包括多篇高引用率的书籍和文章，H指数超过51。

## 荣誉与奖项
阿蒙获得过众多荣誉与奖项：她是美国科学促进会（AAAS）和美国机械工程师学会（ASME）的终身会士、加拿大机械工程学会、美国工程教育学会（ASEE）和电气电子工程师学会（IEEE）的研究员。她曾多次获得ASEE颁发的奖项，包括著名的乔治·威斯汀豪斯奖（1997年）和拉尔夫·科茨·罗奖（2002年）。2003年，她被授予“西班牙裔工程师国家成就教育奖”，2005年，她被评为美国技术和商业领域最重要的西班牙裔人士之一。2006年，她当选为美国国家工程院院士。2015年，阿蒙获得安大略省专业工程师协会颁发的安大略省专业工程师金奖。2017年，她获得了加拿大工程学会约翰·肯尼迪爵士奖章。
她担任编辑的期刊包括《ASME Journal of Heat Transfer》、《IEEE Transactions on Components and Packaging Technology》以及《Frontiers in Heat and Mass Transfer》。
阿蒙也被收录入“计算机领域杰出女性”卡片中。